# Pax Neerlandica
De Pax Neerlandica (Latijn voor 'Nederlandse vrede') was het bewerkstelligen van het Nederlandse gezag in de 19e en 20e eeuw in de Indonesische archipel (Nederlands-Indië), waarna een burgerlijk bestuur kon worden ingesteld. Voorbeelden hiervan zijn de Raad van Indië en de latere Volksraad, het groeiende aantal Nederlandse ondernemingen in de Vorstenlanden op Java en de groei van het aantal Europese Nederlanders in de archipel.
De Pax Neerlandica begon onder het bewind van Gouverneur-Generaal Leonard du Bus de Gisignies  met het stichten van de Javasche Bank en de Nederlandse overwinning in de Java-oorlog in 1830. Belangrijke elementen van de Pax Neerlandica waren het Cultuurstelsel, de Atjeh-oorlog en de verdere veroveringen in de Indonesische Archipel en in Nieuw-Guinea.
De term Pax Neerlandica is afgeleid van de Pax Romana, die ontstond onder de Romeinse keizer Augustus, rond het begin van de christelijke jaartelling.